# Comportamento sessuale situazionale
Il comportamento sessuale situazionale è una condotta sessuale caratterizzata da discontinuità, occasionalità, sporadicità rispetto a ciò che è usuale per quella persona (o da ciò che quella persona normalmente esibisce) dovuto all'ambiente sociale che permette, incoraggia o obbliga quegli atti.
Va ricordato che un comportamento sessuale non va confuso con l'orientamento sessuale, che è invece caratterizzato dalla costanza, dalla reiterazione e dalla persistenza nel tempo.
Per esempio, persone che viaggiano oltreoceano non possono avere sesso con prostitute nei loro paesi, ma lo fanno quando visitano altri paesi, dove tali attività sono legali o ignorate dalle autorità. Contrariamente, per coloro la cui tendenza sessuale primaria è la pedofilia, visitando paesi stranieri dove il sesso coi minori può essere facilmente praticato, tale attività non è considerata un comportamento sessuale situazionale.
Altri esempi sono le persone in prigione, i militari, collegi a sessi separati, isole deserte o altre comunità di segregazione sessuale, dove i membri spesso assumono comportamenti omosessuali ma si identificano come eterosessuali in altre circostanze.
Molte persone cambiano il loro comportamento sessuale al cambiare della situazione. Per esempio, uomini e donne all'università possono praticare la bisessualità solo in quell'ambiente. Esperimenti di questo tipo sono molto comuni tra adolescenti, sia maschi che femmine. Comuni termini per tale tendenza includono "eteroflessibilità", "BUG" (Bisexual Until Graduation = Bisessuale fino alla laurea), o "LUG" (Lesbian Until Graduation = Lesbica fino alla laurea).